# 奔跑吧兄弟 (电影)
《奔跑吧！兄弟》（英語：Running Man），中国大陆喜劇片，导演胡笳、岑俊义，主演杨颖、王宝强、陈赫、郑恺、李晨、王祖蓝。

## 演出
| 演员       | 介绍                              | 备注           |
| Angelababy | 购物狂                            | 平民           |
| 王宝强     | 宅男                              | 平民           |
| 李晨       | 厨师/杀手 身形健硕                | 犯人，最後被抓 |
| 陈赫       | 电视节目主持人                    | 平民           |
| 郑恺       | 网络游戏高手 因举报错误所以被出局 | 平民           |
| 王祖蓝     | 富二代 性格花心。                 | 平民           |
| 熊黛林     |                                   | 平民           |
| 伊一       | 导游 因举报错误所以被出局         | 平民           |
| 谢依霖     | 因举报错误所以被出局              | 平民           |
| 金钟国     |                                   | 平民           |
| 郭京飞     |                                   | 平民           |

## 制作
该片拍摄于海南省三亚市。

## 曲目
| 曲序 | 曲目                       |      | 作曲   | 演唱     |
| ---- | -------------------------- | ---- | ------ | -------- |
| 1.   | 《奔跑吧！兄弟》（主题曲） | 陈曦 | 董冬冬 | 筷子兄弟 |

## 票房
该片最终票房是4.389亿人民币。
| 上一届： 《霍比特人：五军之战》 | 2015年中国内地一周票房冠军 第6周（2月2日-2月8日） | 下一届： 《有一个地方只有我们知道》 |